# Wahlenbergia urcosensis
Wahlenbergia urcosensis är en klockväxtart som beskrevs av Franz Elfried Wimmer. Wahlenbergia urcosensis ingår i släktet Wahlenbergia och familjen klockväxter.
Artens utbredningsområde är Peru. Inga underarter finns listade i Catalogue of Life.